# ユモトゴキブリ
ユモトゴキブリ（Pseudoanaplectinia yumotoi）は、ゴキブリ目に属する昆虫の1種。東南アジアの熱帯雨林に生息する樹上性アリの巣の中に生息する好蟻性昆虫で、1つの巣における特異的な個体数の多さで知られている。

## 概要
東南アジアのボルネオ島のうちマレーシア領に属するランビルヒルズ国立公園で実施された熱帯雨林の樹冠における生態系の調査の中で発見された、チャバネゴキブリ科に属するゴキブリの1種。1995年に報告され、種小名や和名は発見者である京都大学の湯本貴和にちなんだものである。2016年時点でPseudoanaplectinia属は近縁種が確認されておらず、1属1種の状況にある。
体長は成虫でも平均4.0 mm、最大4.1 mmと小さく、脚、触角、尾毛など各部の器官も他のゴキブリの種類と比べ矮小化している。これは好蟻性昆虫の中でも一生を通してアリの巣の中で生息する種類で見られる特徴であり、適応の結果であると考えられている。繁殖は有性生殖によって行われ、雄は腹部左側にフック状の生殖器が存在し、雌は胎内で卵を孵化させ子供を産む（卵胎生）。

## 生態
ランビルヒルズ国立公園に広がる熱帯雨林を構成する樹木の樹冠に生息する着生シダ類のうち、フタバガキ科の樹冠で多く見られるウラボシ科に属する一部の種類には栄養葉や匍匐茎などの一部に「ドマティア」と呼ばれる隙間が存在し、その内部にはシダスミシリアゲアリ（Crematogaster difformis）と呼ばれるアリが営巣する事が知られている（アリ植物）。このシダスミシリアゲアリは攻撃性が高く、同種が存在するフタバガキの木では生物多様性の有意な減少が見られるほどであるが、そのような状況下でも同種の巣の中からは甲虫やハエ等多数の好蟻性昆虫が確認されており、そのほとんどが同種の巣でのみ発見されている。
ユモトゴキブリもその1つだが、大半の好蟻性の種はシダスミシリアゲアリの個体数に対して数匹から数十匹程度であるのに対し、ユモトゴキブリはアリ全体の個体数に対して10 - 30 %と非常に多い事が確認されている。また、シダスミシリアゲアリの巣にはユモトゴキブリと別種の好蟻性ゴキブリ（Blatta sp.）も生息しているが、こちらはアリのワーカー（働きアリ）からの攻撃を素早い動きで避ける事で巣の中で生息しているのに対し、ユモトゴキブリはワーカーの攻撃対象となることが滅多になく、死体も攻撃を受けない事が確認されている。
アリの巣やアリ植物内部に生息する多くの好蟻性昆虫はアリからの攻撃を退けるため、宿主であるアリの巣の体表の化学物質の組成を模倣し、宿主と同種かつ同じ巣やコロニーの個体と認識させる化学擬態を行っている。ユモトゴキブリについても乾陽子 (2016)による研究により宿主であるシダスミシリアゲアリと酷似する組成や組成比を持つ炭化水素を体表に有している事が確認された一方、ゴキブリとアリを一定期間隔離させた結果、両者に共通して存在した体表の炭化水素がアリの方で急減した事が確認された。これは両者に共通する炭化水素の由来はシダスミシリアゲアリではなくユモトゴキブリである事を示唆する結果である他、同種のアリの巣の中に生息する他の好蟻性昆虫からもユモトゴキブリと同じ組成の炭化水素が体表から確認されている。ユモトゴキブリの体表の炭化水素がアリや他の昆虫に広まった理由については2016年時点で不明である。
食性については、体内からシロアリに匹敵するセルロース分解酵素（エンドグルカナーゼ、β-グルコシダーゼ）が確認されている事から、ウラボシ科のシダ類が着生しているフタバガキ科の樹皮付近の木質部が主食になっているものと推測されている。